# Atletismo nos Jogos Pan-Americanos de 2019 - 110 m com barreiras masculino
A competição dos 110 m com barreiras masculino foi um dos eventos do atletismo nos Jogos Pan-Americanos de 2019, em Lima, no Peru. A prova foi realizada entre os dias 9 e 10 de agosto.

## Calendário
Horário local (UTC-5).
| Data         | Horário | Fase      |
| ------------ | ------- | --------- |
| 9 de agosto  | 15:30   | Semifinal |
| 10 de agosto | 14:40   | Final     |

## Medalhistas
| Ouro   | BAR Shane Brathwaite   |
| Prata  | USA Freddie Crittenden |
| Bronze | BRA Eduardo de Deus    |

## Recordes
Recordes mundial e pan-americano antes da disputa dos Jogos Pan-Americanos de 2019.
| Tipo                             | Atleta        | Tempo | Local    | Data                  |
| -------------------------------- | ------------- | ----- | -------- | --------------------- |
|                                  | Aries Merritt | 12.80 | Bruxelas | 7 de setembro de 2012 |
| Recorde dos Jogos Pan-Americanos | David Oliver  | 13.07 | Toronto  | 24 de julho de 2015   |

## Resultados

### Semifinal
Qualificação: Os 3 primeiros em cada bateria (Q) e os 2 mais rápidos (q) se classificaram para a final. Os resultados foram os seguintes: 
| Posição | Bateria | Atleta              | Nacionalidade                | Tempo | Notas                |
| ------- | ------- | ------------------- | ---------------------------- | ----- | -------------------- |
| 1       | 2       | Gabriel Constantino | BRA Brasil                   | 13.42 | Q                    |
| 2       | 2       | Shane Brathwaite    | BAR Barbados                 | 13.49 | Q                    |
| 3       | 1       | Freddie Crittenden  | USA Estados Unidos           | 13.53 | Q                    |
| 4       | 1       | Greggmar Swift      | BAR Barbados                 | 13.59 | Q                    |
| 5       | 1       | Eduardo de Deus     | BRA Brasil                   | 13.63 | Q                    |
| 6       | 1       | Fanor Escobar       | COL Colômbia                 | 13.63 | q                    |
| 7       | 2       | Jarret Eaton        | USA Estados Unidos           | 13.71 | Q                    |
| 8       | 1       | Roger Iribarne      | CUB Cuba                     | 13.79 | q                    |
| 9       | 2       | Yojan Chaverra      | COL Colômbia                 | 13.81 |                      |
| 10      | 1       | Ruebin Walters      | TTO Trinidad e Tobago        | 13.88 | Recorde da temporada |
| 11      | 2       | Jeffrey Julmis      | HAI Haiti                    | 14.02 |                      |
| 12      | 1       | Javier McFarlane    | PER Peru                     | 14.20 |                      |
| 13      | 2       | Orlando Bennett     | JAM Jamaica                  | DSQ   |                      |
| 14      | 1       | Johnathan Cabral    | CAN Canadá                   | DNS   |                      |
| 14      | 2       | Eddie Lovett        | ISV Ilhas Virgens Americanas | DNS   |                      |

### Final
Os resultados foram os seguintes:  
Vento:  +1,8 m / s
| Colocação         | Faixa | Atleta              | Nacionalidade      | Tempo | Notas                |
| ----------------- | ----- | ------------------- | ------------------ | ----- | -------------------- |
| Medalha de ouro   | 7     | Shane Brathwaite    | BAR Barbados       | 13.31 | Recorde da temporada |
| Medalha de prata  | 6     | Freddie Crittenden  | USA Estados Unidos | 13.32 |                      |
| Medalha de bronze | 8     | Eduardo de Deus     | BRA Brasil         | 13.48 |                      |
| 4                 | 4     | Greggmar Swift      | BAR Barbados       | 13.51 |                      |
| 5                 | 9     | Jarret Eaton        | USA Estados Unidos | DNF   |                      |
| 5                 | 5     | Gabriel Constantino | BRA Brasil         | DNF   |                      |
| 7                 | 3     | Fanor Escobar       | COL Colômbia       | DSQ   |                      |
| 7                 | 2     | Roger Iribarne      | CUB Cuba           | DSQ   |                      |

Legenda
| Recorde mundial                  | Recorde mundial (World record)               |                       | Recorde africano                      | Recorde africano (African) |                                           | Q | Classificado por posição (Qualified) |
| Recorde dos Jogos Pan-Americanos | Recorde pan-americano (Pan-American record)  | Recorde da América    | Recorde da América (Americas)         | q                          | Classificado por melhor tempo (Qualified) |   |                                      |
| Melhor marca do ano              | Melhor marca do ano (World leading)          | Recorde asiático      | Recorde asiático (Asian)              | DNS                        | Não largou (Did not start)                |   |                                      |
| Recorde nacional                 | Recorde nacional (National record)           | Recorde europeu       | Recorde europeu (European)            | DNF                        | Não terminou (Did not finish)             |   |                                      |
| Recorde pessoal                  | Recorde pessoal do atleta (Personal best)    | Recorde da Oceania    | Recorde da Oceania (Oceania)          | DSQ / DQ                   | Desclassificado (Disqualified)            |   |                                      |
| Recorde da temporada             | Recorde da temporada do atleta (Season best) | Recorde sul-americano | Recorde sul-americano (South America) | NM                         | Sem marca (No mark)                       |   |                                      |